# 恶玫瑰公主
《恶玫瑰公主》（羅馬化：Kularb Rai Khong Nai Tawan）是一部由Polyplus Entertainment制作，黛薇卡·霍内以及坎·卡特塔翁领衔主演的泰国爱情喜剧。此剧于2014年2月9日起至2014年3月16日每周五至周日晚上8时25分在泰国第7电视台播出。
2021年5月31日起，此剧每周五至周日上午9时30分在泰国第7电视台重播。

## 演员阵容
- 黛薇卡·霍内 饰演 Rosarin（Rose）
- 坎·卡特塔翁 饰演 Tawan
- 拉皮帕·埃潘库 饰演 Pira（Pi）
- 查薇拉可·万塔娜皮希固 饰演 Wusawadi（Wusa）
- 土屋海子 饰演 Namkang（Nam）
- Supakorn Prathipthinthong 饰演 Kititat（Tat）
- Nondh Amranand 饰演 Deicha
- Arisa Will 饰演 Malai
- Note Chernyim 饰演 Charn
- Pet Choenyim 饰演 Narong
- 艾伦·塞瑞奥尔特 饰演 Artid（Tist）

## 制作
- 2013年4月许，此剧演员进行试装。[7]